# Campnosperma micranteia
Campnosperma micranteia är en sumakväxtart som beskrevs av March.. Campnosperma micranteia ingår i släktet Campnosperma och familjen sumakväxter. Inga underarter finns listade i Catalogue of Life.